# Dej
Dej é uma cidade importante do județ (distrito) de Cluj, Roménia, situada na região da Transilvânia. Em 2002 tinha 38478 habitantes.